# موسم أعاصير شمال المحيط الهندي (2015)
موسم أعاصير شمال المحيط الهندي 2015 هو موسم الأعاصير الاستوائية في شمال المحيط الهندي، وهي غالباً بين أبريل وديسمبر، ويبلغ ذروته من مايو إلى نوفمبر.
نطاق هذه الموسم يقتصر على المحيط الهندي في نصف الأرض الشمالي، شرق وغرب القرن الأفريقي، وهناك نوعان رئيسيان للبحر في شمال المحيط الهندي، الأول بحر العرب ويقع غرب شبه قارة الهند، ويرمز له  ARB  من قبل إدارة الأرصاد الجوية الهندية؛ والثاني خليج البنغال إلى الشرق من الهند، ويرمز له  BOB .

## العواصف

### أشوبا
شكلت منطقة ذات ضغط منخفض في 6 يونيو وأصبحت عاصفة مدارية،  في اليوم التالي، رمزت «الأرصاد الجوية الهندية» للعاصفة برمز ARB 01، في وقت لاحق من نفس اليوم، بلغت شدة العاصفة تعادل الإعصار، وفي 8 يونيو، رقت الأرصاد الجوية الهندية العاصفة إلى إعصار، أطلق عليه اسم  Ashobaa . واستمرت العاصفة في الاتجاه نحو الشمال الغربي، قبل أن تتجه غرباً، وضعفت قوتها بسبب تفاعلها مع الأرض.

### بوب 1
تطورت منطقة ضغط منخفض قبالة الساحل الشرقي للهند يوم 17 يونيو، على بعد 135 nmi (250 كـم؛ 155 ميل) شرق جنوب شرق من فيساخاباتنام. وفشل المنخفض من التطور أكثر، ووصلت سرعته إلى 35 عقدة (65 كم/س؛ 40 ميل/س). وأقترب من اليابسة وعبر ساحل أوديشا في وقت مبكر من 21 يونيو، بين منطقتي جوبالبور وبوري.

### فيضان غوجارات[الإنجليزية]
بعد سلسلة من الاضطرابات الموسمية والعواصف الرعدية، تشكلت منطقة ضغط منخفض في 21 يونيو، في بحر العرب قبالة ساحل غوجارات. واستمر الحمل الحراري العميق بالتوجه غرباً في الـ 24 ساعة القادمة، وبدأت دائرة الأرصاد الجوية الهندية تتبعه بأعتباره منخفضاً رمز له بARB 02. وواصل المنخفض في التطور، وفي ليلة 22 يونيو كان المنخفض في 285 nmi (528 كـم؛ 328 ميل) الشمال الغربي من مومباي.

### فيضان ميانمار
في 26 يوليو تشكل المنخفض، وفي وقت مبكر يوم 30 يوليو، أصبح المنخفض إعصار يدعى  كومن ، وبحلول 2 أغسطس لم يعد كومن لم تعد إعصار مداري.
أثرت الأمطار الغزيرة في الكثير من مناطق بورما، مما تسبب في اندلاع فيضانات واسعة النطاق، تسببت بمقتل 46 شخصا على الأقل، وتضرر أكثر من 200,000 شخص. بالإضافة إلى تدمير 17,000 منزلا على الأقل.
وهطلت أمطار هائلة في جميع أنحاء جنوب شرق بنغلاديش، ووصلت إلى 1,051.2 ملم (41.39 في) في شيتاغونغ. وتسببت الفيضانات الناجمة بمقتل 23 شخصاً على الأقل وتضرر أكثر من 130,400 شخص. وقتل انهيار أرضي في منطقة بندربان ستة أشخاص.
وقتلت الفيضانات في أوديشا الهندية خمسة أشخاص وتضرر 480,399 على الأقل. وقتل 69 شخصاً على الأقل في بنغال الغربية في حوادث مختلفة للعاصفة مباشرة وغير مباشرة، مثل الصعق بالكهرباء ولدغات الثعابين. وتدمر ما مجموعه 272,488 منزل، بينما لحقت الأضرار ب55,899 منزل.
وقتل 21 شخصا على الأقل في مانيبور، 20 منهم لقوا حتفهم في انهيار أرضي في إحدى القرى.

### عرب 3
في أوائل أكتوبر، تشكلت منطقة «ضغط منخفض» في بحر العرب. وفي 7 أكتوبر رمزت الأرصاد الهندية لها برمز  ARB 03، وفي 10 أكتوبر، أشتد المنخفض إلى «منخفض عميق»، ووصلت كثافة ذروة سرعة الرياح إلى 55 كم/س (35 ميل/س) وقدر أدنى ضغط مركزي ب1,001 مـم.بار (29.56 inHg). وفي الأيام التالية، أخذت العاصفة اتجاه الشمال الغربى بشكل عام، حيث واجت مناطق انخفاض الرطوبة ما أدى إلى تبددها وتحولها إلى «منطقة ضغط منخفض» في 11 أكتوبر. وضربت أمطار غزيرة على ضاحية كنياكماري من تاميل نادو في الهند. وسجل أحد السدود بالقرب من كنياكماري 216.4 مـم (8.52 بوصة) لسقوط الأمطار.

### تشابالا
إعصار تشابلا (بالإنجليزية:Cyclone Chapala) هو أقوى إعصار استوائي في المحيط الهندي، وهو أقوى أعصار في بحر العرب يصل لليابسه،  تكون تشابالا من منطقة ضغط منخفض في بحر العرب التي تصاعدت لتتحول إلى منخفض في 28 أكتوبر 2015. ووصل إلى عاصفة إعصارية شديدة جداً في اليوم التالي. وتكثف بسرعة ليصبح في الأيام التالية «عاصفة إعصارية شديدة القوة» تعادل إعصار من الدرجة الرابعة.

#### معلومات الإعصار
اعتبارا من 30 أكتوبر 2015 (09:00 توقيت عالمي) كان تشابالا عاصفة إعصارية شديدة جداً، تعادل قوتها إعصاراً من الدرجة الرابعة، على بعد 780 كـم (480 ميل) جنوب شرقي صلالة في سلطنة عمان، وعلى بعد 1,390 كـم (860 ميل) جنوب غربي مومباي في الهند. وقدرت سرعة الرياح القصوى حينها حوالي 215 كم/ساعة (130 ميل/ساعة)، وبلغت 240 كم/ساعة (150 ميل/ساعة). وبلغ أدنى ضغط جوي 942 باسكال.
وكان من المتوقع أن يتجه الإعصار جنوب غرب ويتحول إلى أعصار فائق متجهاً نحو منطقة سيحوت في محافظة المهرة اليمنية، ولكنه غير مساره غرباً حيث مر بمحاذاة جزيرة سقطرى وجزيرة عبد الكوري وكان حينها يوازي إعصار من الدرجة الثالثة، ومر على بعد 100 كيلو متر في الناحية الشمالية الشرقية من الجزيرة، وأستمر الإعصار في ضرب الجزيرتين ل24 ساعة حتى صباح الأثنين 2 نوفمبر، وأبتعج الإعصار عن جزيرة سقطرى تدريجياً مع ساعات ما بعد ظُهر الاثنين، ولكنه وصل بتأثيراته حينها نحو مُحافظتي شبوة وحضرموت في البرّ الرئيسي لليمن، جالباً الأمطار الغزيرة والأمواج والرياح العاتية.
من المتوقع أن يصل الإعصار إلى البر في الساعات الأولى من الثلاثاء 3 نوفمبر شرق المكلا، برياح ذات سرعة قصوى تصل إلى 120 كم/ساعة، وسيواصل مساره غرباً متحولاً إلى منخفض مداري مروراً من المنطقة الفاصلة بين محافظتي شبوة وحضرموت، من منطقتي بروم وبالحاف، ومن المتوقع أن يتلاشى ظهر الثلاثاء 3 نوفمبر.

### العاصفة الإعصارية ميج
تشكلت منطقة ضغط منخفض يوم 5 نوفمبر. وتحولت إلى منطقة ضغط منخفض عميقق.
اعتباراً من 17:30 بتوقيت الهند (12:00 بالتوقيت العالمي) في يوم 6 نوفمبر 2015 كان الأعصار ميج قرب (13.0° شمالاً و61.0°شرقاً) على بعد حوالي 770 كـم (480 ميل) شمال شرق جزيرة سقطرى اليمنية، وعلى بعد 860 كـم (530 ميل) جنوب شرق مدينة صلالة، وكذلك على بعد 1,430 كـم (890 ميل) جنوب غرب مومباي الهندية.
وتقدر القصوى السرعة الرياح بحوالي 75 كم/ساعة (45 ميل/ساعة) ووصلت سرعتها إلى 95 كم/ساعة (60 ميل/ساعة). وقدر أدنى ضغط مركزي ب994 هـبا (29.35 inHg). ومن المتوقع أن يتحرك غرباً نحو خليج عدن.

### بوب 3
منطقة ضغط منخفض أصبحت تشكل منخفض جوي في 8 نوفمبر.
اعتبارا من 14:30 بتوقيت الهند، 9 نوفمبر 2015 (09:00 توقيت عالمي)، كان المنخفض BOB 03 بالقرب من بودوتشيري، الهندية. وتقدر سرعة الرياح القصوى المستدامة 55 كم/ساعة (35 ميلا في الساعة)، ووصلت سرعتها إلى 75 كم / ساعة (45 ميلا في الساعة). وبلغ أدنى ضغط مركزي 991 هـبا (29.26 inHg).

## أسماء العواصف
| - أشوبا - Ashobaa - كومن - Komen | - تشابالا - Chapala - ميغ - Megh | - روانو - Roanu (غير مستخدم) - كينت - Kyant (غير مستخدم) |

## آثار الموسم
| الاسم         | تاريخ النشاط         | تصنيف الذروة               | سرعة الرياح          | الضغط                               | مساحات الأراضي المتضررة                          | الأضرار (دولار أمريكي) | الوفيات | مصادر |
| ------------- | -------------------- | -------------------------- | -------------------- | ----------------------------------- | ------------------------------------------------ | ---------------------- | ------- | ----- |
| اشوبا         | 7 - 12 يونيو         | إعصار                      | 85 كم/س (50 ميل/س)   | 990 هكتوباسكال (29.23 بوصة زئبقية)  | سلطنة عمان، الإمارات العربية المتحدة             | قليلة                  | لا شيء  |       |
| بوب 1         | 20 - 22 يونيو        | منخفض                      | 45 كم/س (30 ميل/س)   | 994 هكتوباسكال (29.36 بوصة زئبقية)  | الهند (اوريسا)                                   | قليلة                  | 15      |       |
| بحر العرب 2   | 22 - 24 يونيو        | منخفض عميق                 | 55 كم/س (35 ميل/س)   | 988 هكتوباسكال (29.18 بوصة زئبقية)  | الهند (جوجارات ومهاراشترا)                       | 258 مليون              | 80      |       |
| كومن          | 26 يوليو - 2 أغسطس   | إعصار                      | 75 كم/س (45 ميل/س)   | 986 هكتوباسكال (29.12 بوصة زئبقية)  | بنغلاديش وميانمار وشمال شرق الهند، الهند الشرقية | غير معروف              | 170     |       |
| بحر العرب 3   | 9 - 12 أكتوبر        | منخفض عميق                 | 55 كم/س (35 ميل/س)   | 1001 هكتوباسكال (29.56 بوصة زئبقية) | لا شيء                                           | لا شيء                 | لا شيء  |       |
| تشابالا       | 28 أكتوبر - 4 نوفمبر | عاصفة إعصارية شديدة للغاية | 215 كم/س (130 ميل/س) | 940 هكتوباسكال (27.76 بوصة زئبقية)  | اليمن                                            | + 1 مليار دولار        | 9       |       |
| ميج           | 5 - 10 نوفمبر        | عاصفة إعصارية شديدة للغاية | 175 كم/س (110 ميل/س) | 964 هكتوباسكال (28.47 بوصة زئبقية)  | اليمن، الصومال                                   | غير معروف              | 18      |       |
| بوب 3         | 8 - 10 نوفمبر        | منخفض عميق                 | 55 كم/س (35 ميل/س)   | 991 هكتوباسكال (29.26 بوصة زئبقية)  | الهند وسري لانكا                                 | غير معروف              | 71      |       |
| إجمالي الموسم |                      |                            |                      |                                     |                                                  |                        |         |       |
| 8             | 7 يونيو - الان       |                            | 215 كم/س (130 ميل/س) | 940 هكتوباسكال (27.76 بوصة زئبقية)  |                                                  | 258 مليون              | 336     |       |

## وصلات خارجية
- India Meteorological Department
- Joint Typhoon Warning Center